# Euproctis brevivitta
Euproctis brevivitta är en fjärilsart som beskrevs av Moore 1879. Euproctis brevivitta ingår i släktet Euproctis och familjen tofsspinnare. Inga underarter finns listade i Catalogue of Life.